# Château Desmirail
 (janvier 2021).
Le château Desmirail, est un domaine viticole de 40 hectares situé à Cantenac en Gironde. En appellation d'origine contrôlée margaux, il est classé « troisième grand cru » dans la classification officielle des vins de Bordeaux de 1855.

## Histoire

### Des Rauzan aux Desmirail

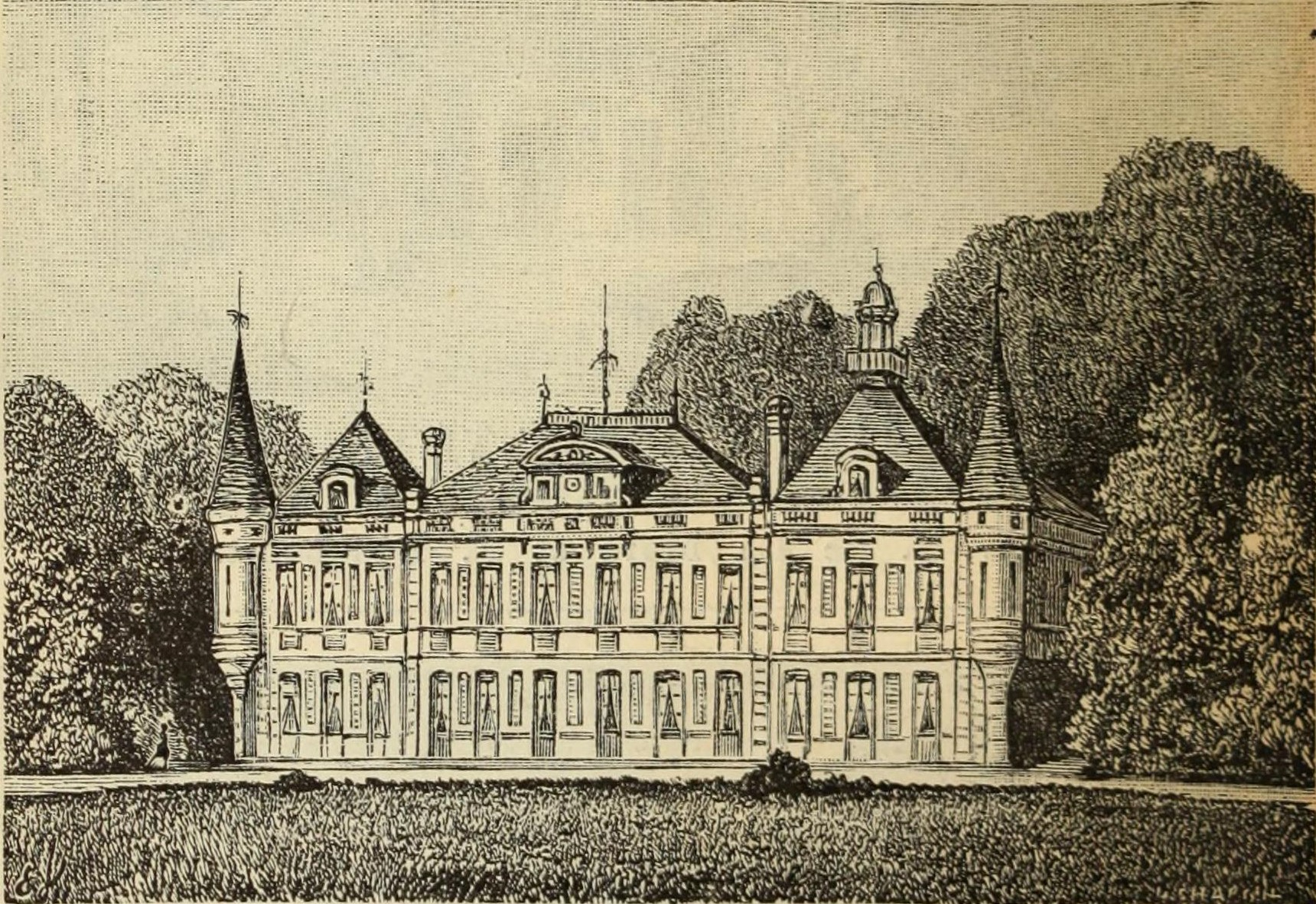
Illustration de l'ancien Château Desmirail en 1886, désormais propriété du château Marquis d'Alesme Becker.

Desmirail naît au milieu du XVIIIe siècle quand mademoiselle Rauzan du Ribail épouse Jean Desmirail (avocat et futur président du Parlement de Bordeaux). Son épouse lui apporte en dot une partie du domaine familial de Rauzan.
M. Sipière, régisseur du château Margaux, l’acquiert avant 1855 et reçoit de multiples récompenses pour la production de son vin dont le classement de Desmirail au rang de 3e grand cru classé en 1855.

### Les Mendelssohn
En 1903, Robert de Mendelssohn, banquier berlinois, neveu du célèbre compositeur et petit-fils du médocain Pierre Biarnez (associé dans la maison de négoce Duffour-Dubergier), s’en porte acquéreur. En raison de la nationalité allemande de son propriétaire, le domaine est confisqué par l’État français à la fin de la Première Guerre mondiale, et vendu en 1921 à M. Michel. Propriétaire pendant 15 ans, ce dernier s’en sépare en 1937.

### Démantèlement
Entre 1937et 1960, la propriété est morcelée. Une moitié des vignes et la maison de maître sont acquis par Edmond Ritz et sont attribuées au château Marquis d’Alesme Becker en 1938. L'autre moitié des vignes est rachetée par le Château Palmer, qui reprend la marque du Château Desmirail, et intègre une partie du vignoble majoritairement sur Cantenac.

### Reconstitution du domaine par la famille Lurton
Dans les années 1960, les vignes situées à Arsac sont rachetées par la famille Lurton. Celle-ci procède à plusieurs achats et échanges avec le château Palmer pour reconstituer le vignoble d’origine, et reprendre la marque Desmirail. Dans les années 1980, Lucien Lurton achète la chartreuse et le cuvier du château Pont-Aubin à Cantenac, fait installer un cuvier inox et des chais à barriques pour redonner sa place à Desmirail. À partir de 1981, Desmirail produit de nouveau.

Les anciens bâtiments du château Pont-Aubin, désormais château Desmirail
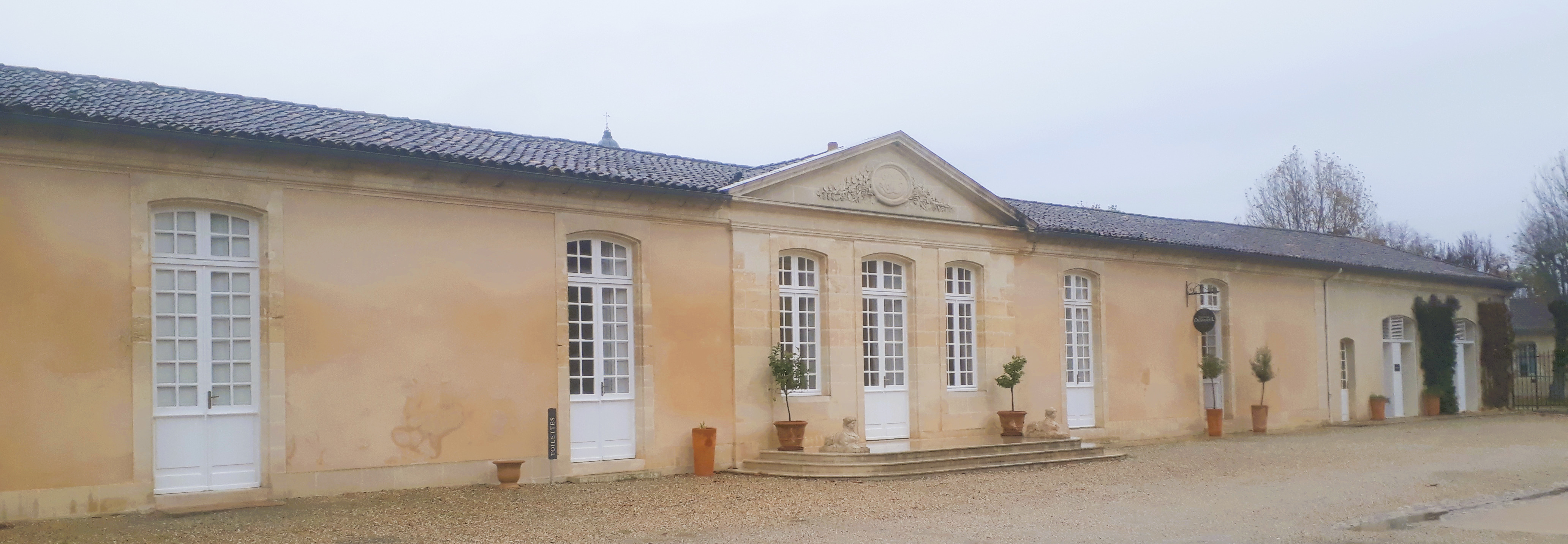
La chartreuse du XVIIIe siècle.
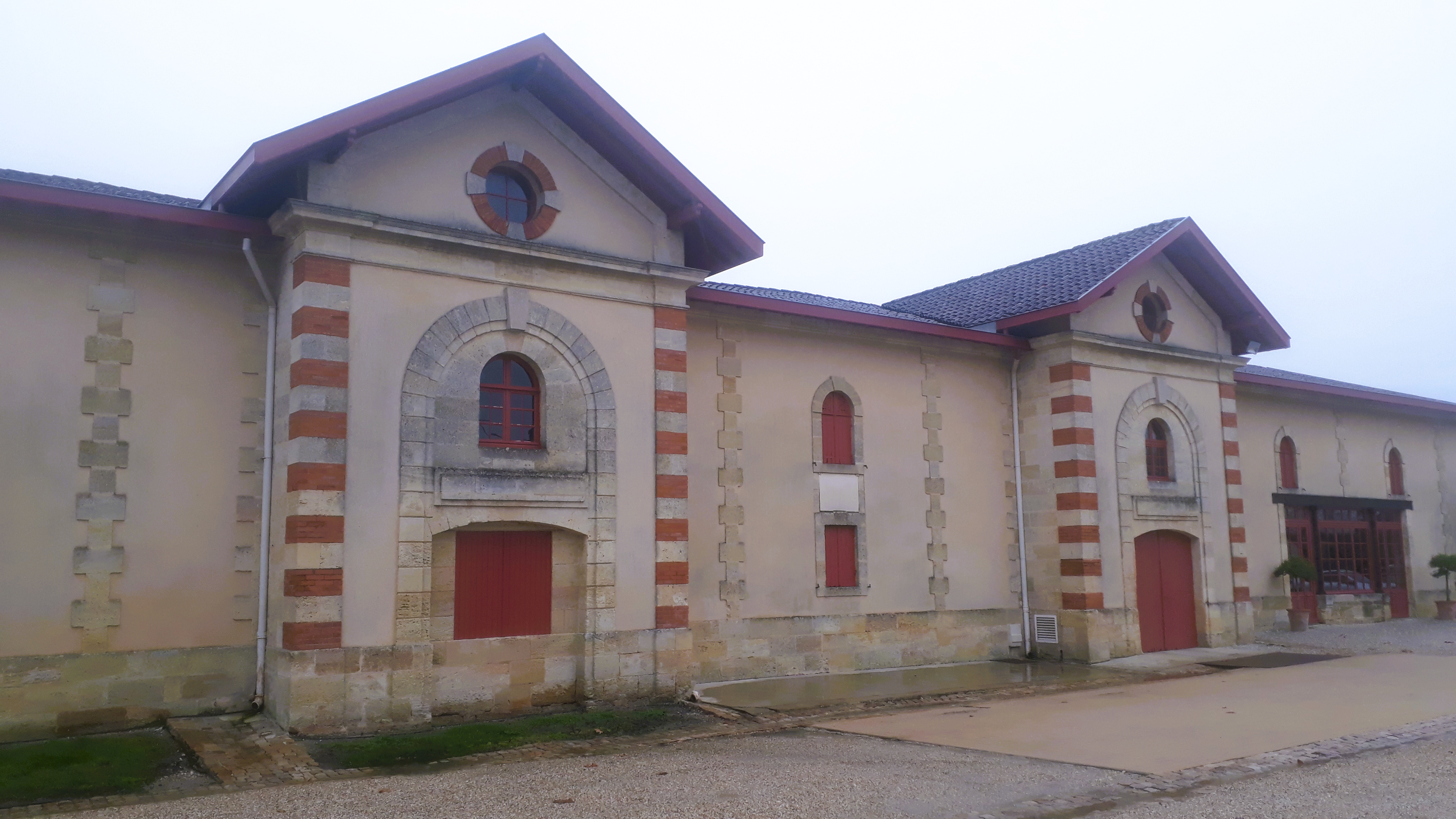
Le cuvier médocain du XIXe siècle.
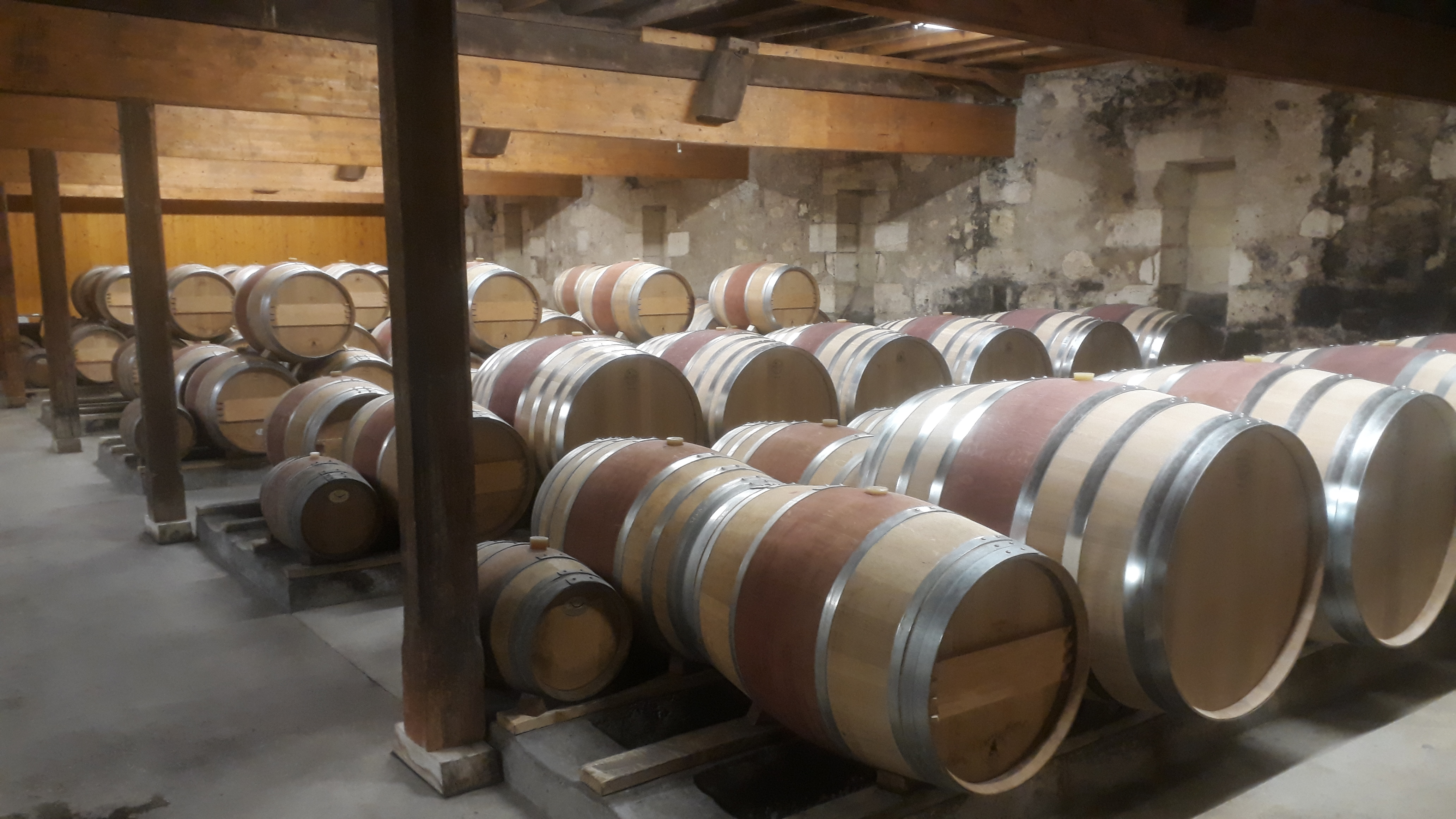
Le chai à barriques.

En 1992, Denis Lurton prend le relais de son père à la tête du château Desmirail. Il entame la replantation du vignoble, installe une salle de dégustation en 1993, un cuvier inox thermo-régulé en 1997, des nouvelles cuves bois en 1999 et un nouveau cuvier bois en 2010.

## Vignoble
Les vignes sont plantées sur la terrasse alluviale, dans un profond sol de graves, composé de galets, de graviers, de sables et d'argile.
La quarantaine d'hectares du domaine est plantée à 60 % de cabernet sauvignon, 35 % de merlot et 5 % de petit verdot.

## Vins
La production annuelle est de 250 000 bouteilles avec quatre vins :
- le premier vin « château Desmirail », en appellation margaux, issu de vieilles vignes avec un élevage en barrique de minimum 12 mois ;
- le second vin « Initial de Desmirail » (commercialisé aussi sous les marques « Château Fontarney » ou « Origine de Desmirail »), aussi en appellation margaux, issu de jeunes vignes avec un élevage en barriques ;
- le « Haut-Médoc de Desmirail », en appellation haut-médoc ;
- le « Rosé de Desmirail », en appellation bordeaux, qui est un rosé de saignée très fruité et frais qui est vinifié avec du merlot et du cabernet sauvignon[5].